# Райков, Владимир Николаевич
Владимир Николаевич Райков (5 марта 1973, Челябинск) — российский футболист и игрок в мини-футбол, нападающий.

## Биография
Воспитанник челябинской ДЮСШ «Строитель Урала». В начале взрослой карьеры играл за любительские команды, а также выступал в мини-футболе, в том числе в матчах высшего дивизиона России в составе челябинских «Феникса-Локомотива» и «Строителя».
В 1996 году пробился в основной состав миасского «УралАЗа» и стал одним из лидеров нападения клуба. Провёл в команде три сезона и за это время забил 37 голов в матчах второго дивизиона.
В 1999 году вернулся в Челябинск, присоединившись к «Зениту», и тоже стал лидером нападения клуба. Сумма трансфера составила 120 тысяч рублей. В 2000 году форвард дважды забивал по четыре мяча за матч — в ворота «Тюмени» (4:5) и оренбургского «Газовика» (6:0). В первой половине 2004 года выступал за уфимский «Нефтяник», но затем снова вернулся в Челябинск, где выступал до конца карьеры в 2006 году. Является лучшим бомбардиром челябинского клуба за всю историю с 75 голами.
Принимал участие в матчах ветеранов.